# Tensió de cèrcol
L'esforç o tensió de cèrcol és un cas particular de tensió que pateixen les superfícies cilíndriques. En mecànica, una tensió cilíndrica és una distribució dels esforços en sòlids amb simetria rotacional; és a dir, sòlids que romanen amb la mateixa forma geomètrica si se'ls fa rodar respecte un eix fix. La mateixa invariabilitat ocorre amb els esforços de tipus cilíndric.

## Introducció
L'exemple clàssic (i homònim) de tensió de cèrcol és la tensió aplicada a les llenques de ferro, o cèrcols, d'una bóta de fusta. Aquestes llenques ajuden la paret formada per dogues a mantenir-se juntes.

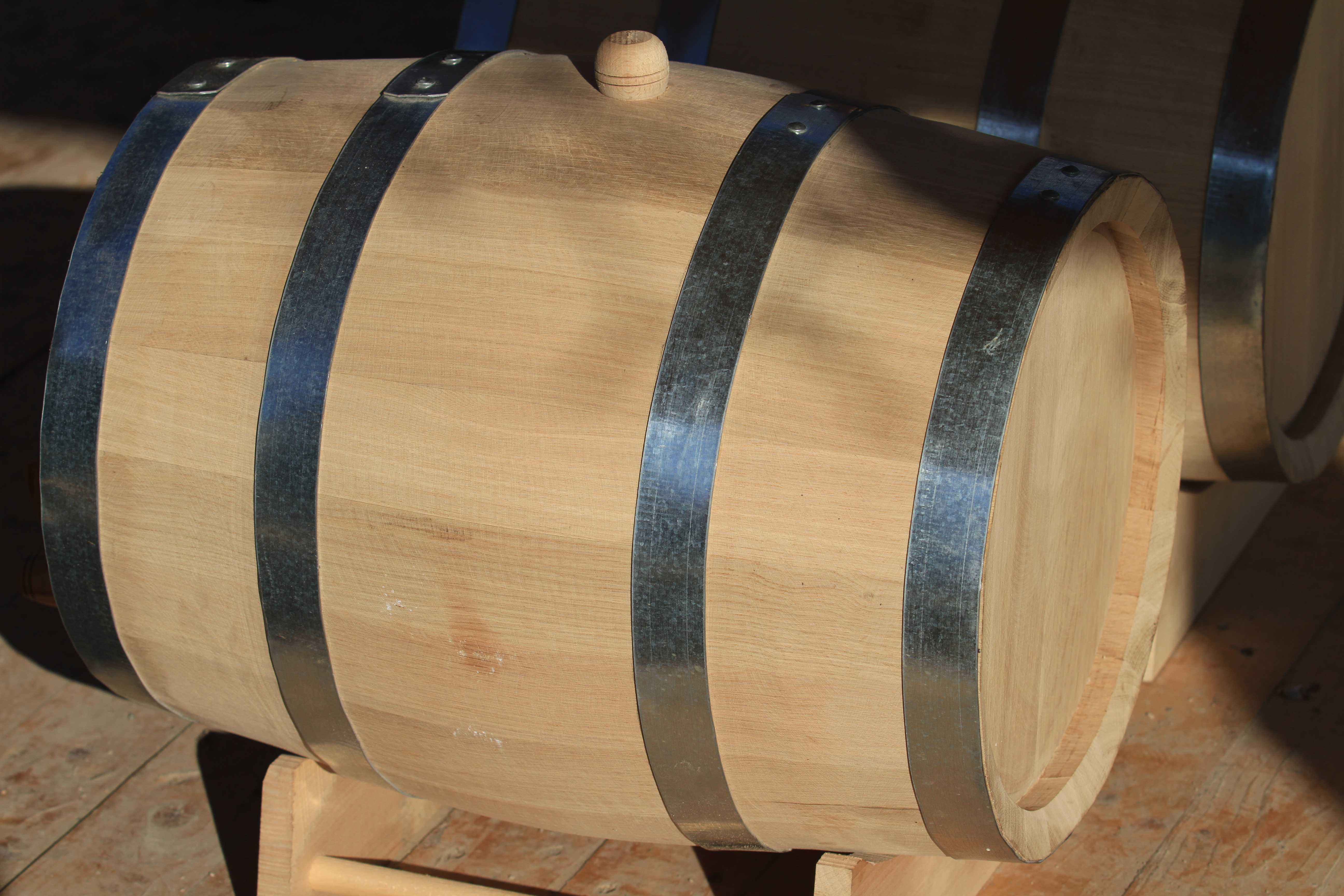
Quatre cèrcols metàl·lics donant unitat a unes dinou dogues
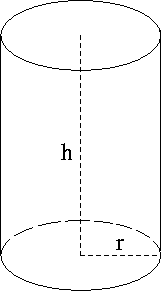
Cilindre de radi r amb l'eix central de simetria (h)
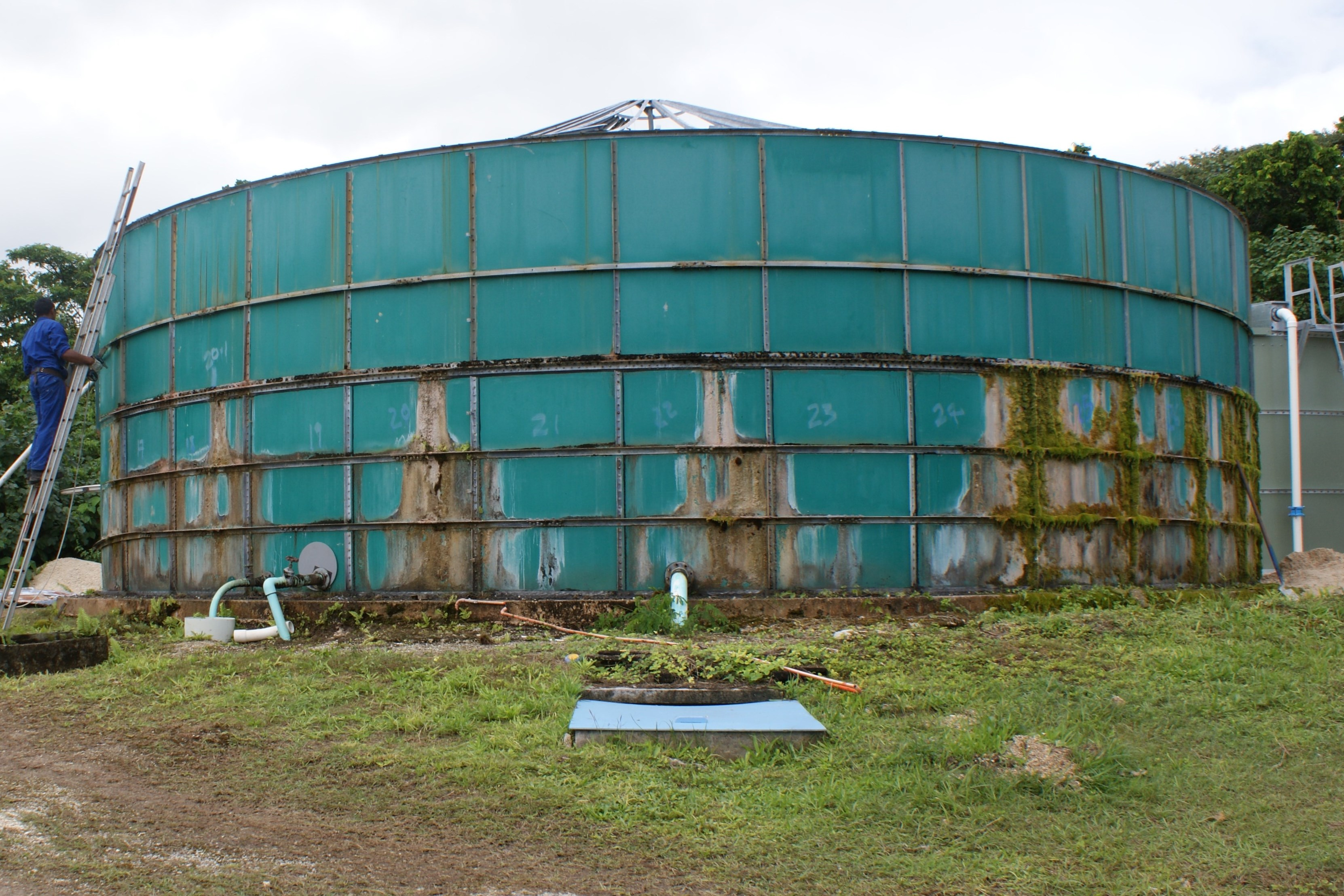
La tensió de cèrcol que efectua l'aigua de la bassa tendeix a separar les peces que formen la paret cilíndrica.
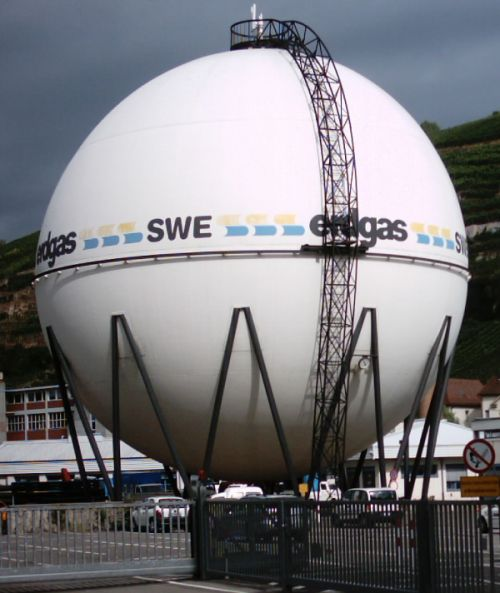
Dipòsit esfèric. Un altre exemple de figura amb simetria rotacional
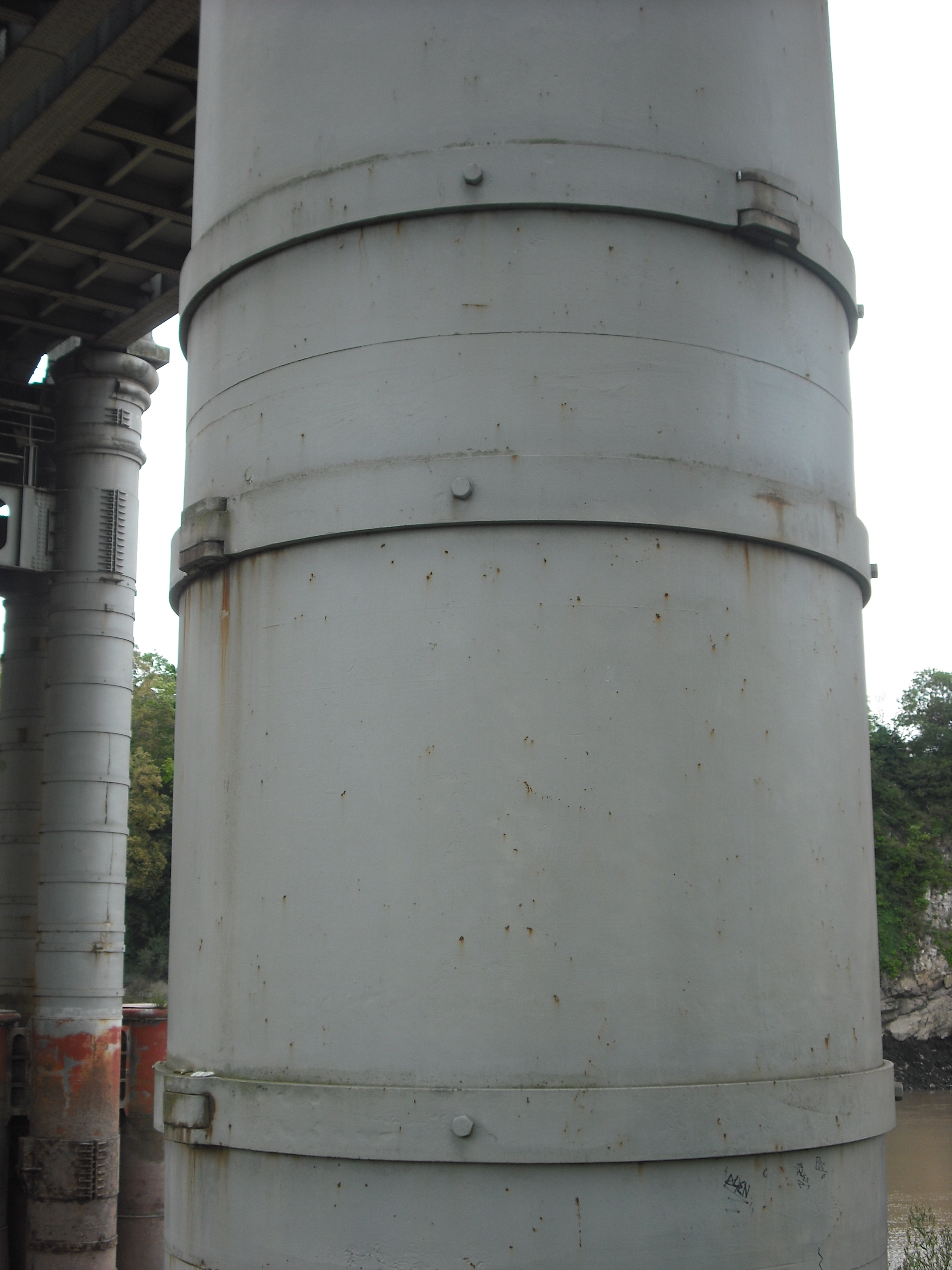
Cèrcols per reforçar una biga d'acer buida. En aquest cas, l'esforç dominant al cilindre és la compressió en direcció axial

## Tipus de sol·licitacions en sòlids cilíndrics
Els patrons de sol·licitacions en cilindres es redueixen a tres tipus:
Esforç de cèrcol, un estrès normal que pateix el material de la paret. L'esforç de cèrcol és coincident amb una recta tangent a la circumferència continguda en una secció del cilindre.
Esforç axial, una tensió normal paral·lela a l'eix de simetria del cilindre, aplicada al punt estudiat.
Esforç radial, una tensió en direcció del radi de la secció perpendicular al l'eix del cilindre.

Figura 1. Força del líquid, vectors en vermell. Força de reacció de la paret, vectors en verd.

## Obtenció de l'expressió simplificada de la Tensió de cèrcol
(Figura 1). Tenim un cilindre de diàmetre interior 2r i llargària l. La força F perpendicular a la superfície rectangular "transparent" de costats l i 2r, es transmet en totes direccions si acceptem comportament de fluid perfecte. La força F arriba a la superfície interior (vectors vermells).
La pressió P sobre la superfície axial és la raó entre la força F i el valor de l'àrea 2·r·l
Per què hi hagi equilibri en el sistema, ha d'haver-hi dues forces aplicades als dos rectangles constituïts per les seccions de paret.
Cada força sobre la paret valdrà la meitat d'F:
{\displaystyle F=P\times r\times l}
Tensió de cèrcol. Simbolitzada per σt o per σθ .
La força de cèrcol s'aplica al rectangle de base «l» i alçada «t». Recordem que l és la llargada i t és el gruix de la paret, de l'anglès thickness.
{\displaystyle \sigma _{\theta }={\dfrac {F}{tl}}={\dfrac {P\times r\times l}{t\times l}}={\dfrac {P\times r}{t}}}
La tensió de cèrcol en depèn directament de la pressió interior del cilindre i del radi, i en depèn inversament del gruix de paret.
En una canonada recta i tancada, qualsevol força aplicada a la paret de la canonada cilíndrica per un diferencial de pressió donarà lloc finalment a esforços del cèrcol.

### Esforç de paret
Un paràmetre alternatiu a l'esforç de cèrcol per descriure-hi l'esforç circumferencial és l'esforç de paret o la tensió de paret (T), el qual usualment és definit com la força circumferencial total exercida al llarg del gruix radial:
{\displaystyle T={\dfrac {F}{l}}\ }

## Efectes pràctics

### Enginyeria
La fractura es regeix per la tensió del cèrcol en l'absència d'altres càrregues externes, ja que és la major tensió principal. Tingueu en compte que un cèrcol experimenta la major tensió en el seu interior (per fora i per dins experimenta la mateixa tensió total que, però, es distribueix en diferents circumferències), per tant, les esquerdes de les canonades haurien de començar teòricament des de dins de la canonada. És per això que les inspeccions de canonades després de terratrèmols generalment consisteixen en enviar una càmera a l'interior d'una canonada per inspeccionar esquerdes. El rendiment es regeix per una tensió equivalent que inclou l'estrès del cèrcol i l'estrès longitudinal o radial quan no hi ha.

### Medicina
En la patologia de les parets vasculars o gastrointestinals, la tensió de la paret representa la tensió muscular a la paret del vas. Com a resultat de la Llei de Laplace, si es forma un aneurisma en una paret del vas sanguini, el radi del vas ha augmentat. Això vol dir que la força interior del vaixell disminueix i, per tant, l'aneurisma continuarà expandint-se fins que es trenqui. Una lògica similar s'aplica a la formació de diverticles a l'intestí.

## Sentit de l'esforç de cèrcol.
Si sobre la superfície interior de la paret hi ha aplicades forces radials que s'allunyen de l'eix de simetria, hi apareixerà com a conseqüència una tensió de cèrcol que tendeix a allargar la circumferència per causa de la tracció.

Per contra, si sobre la superfície exterior de la paret hi actuen forces radials que apunten a l'eix de simetria del cilindre, hi apareixerà una tensió de cèrcol que tendeix a escurçar la circumferència per causa de la compressió. 

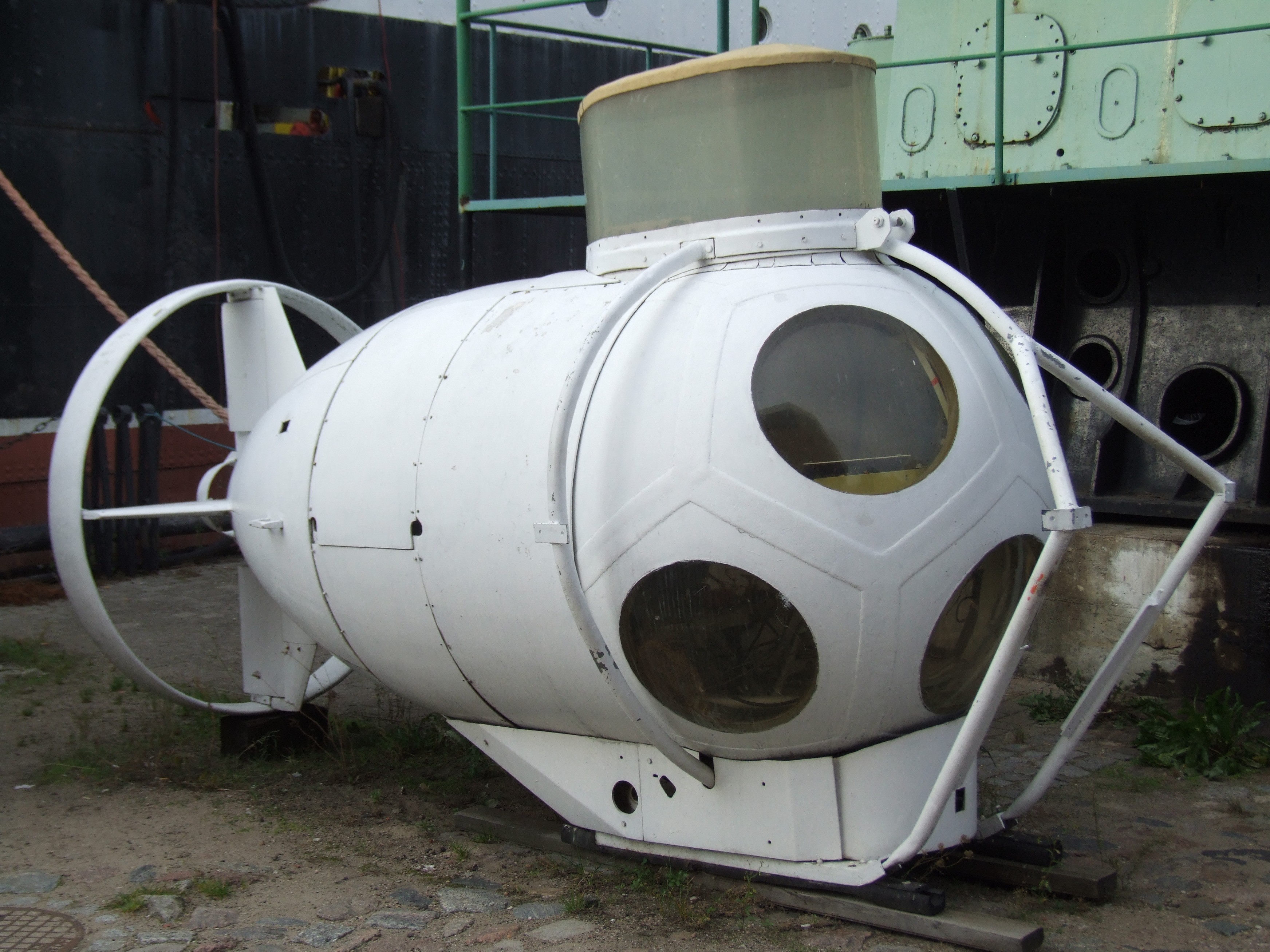
Un batiscaf en immersió pateix esforços de cèrcol causats per forces exteriors a la superfície.
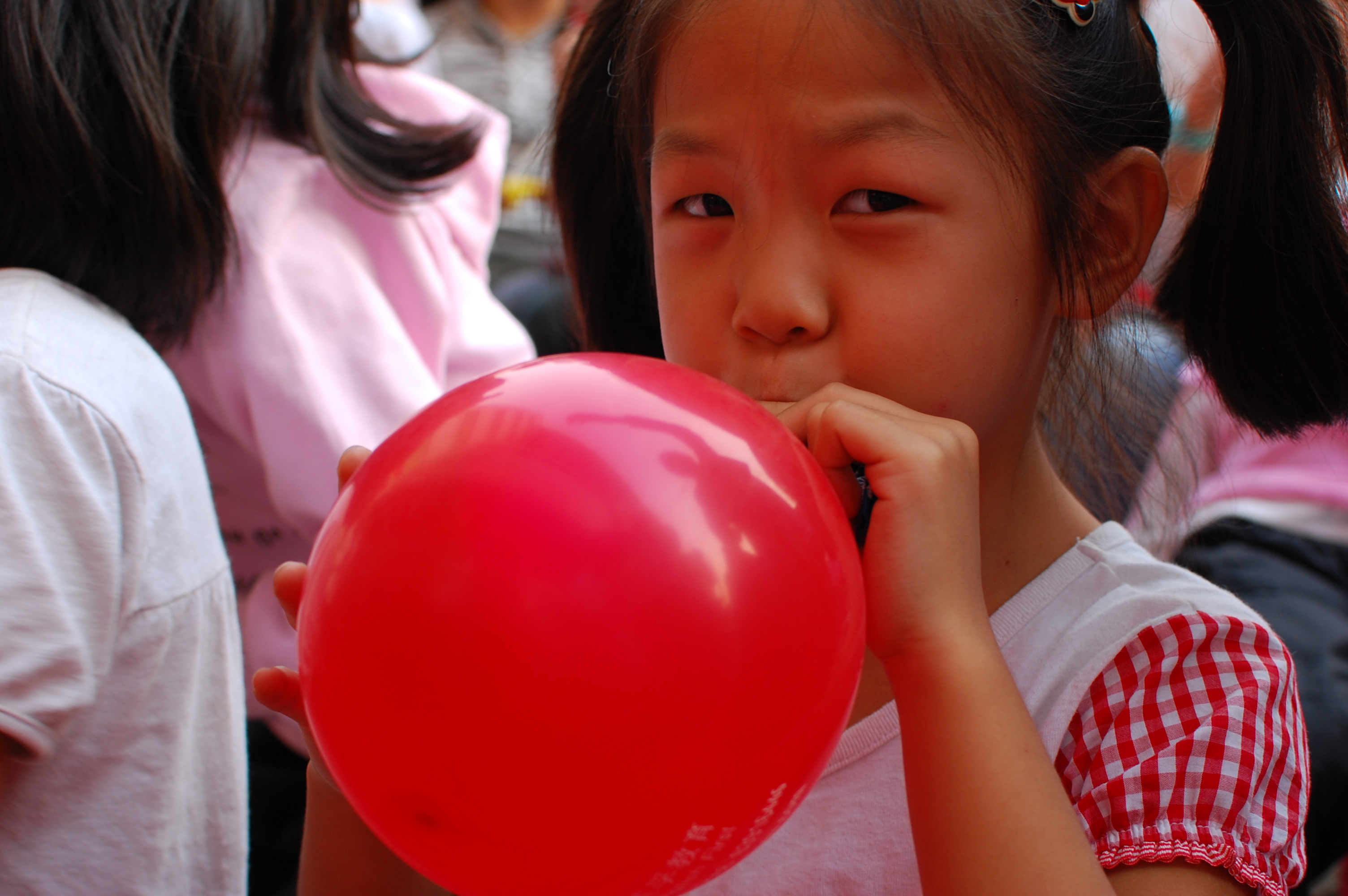
La tensió de cèrcol en aquest cas produeix l'allargament elàstic de la làmina del globus.
En cas d'una canonada a pressió, simultàniament hi apareixen tensions tangencials (cèrcol) i axials (sentit x)

De la mateixa manera, si aquesta canonada té taps extrems plans, qualsevol força aplicada a ells per pressió estàtica induirà una tensió axial perpendicular a la mateixa paret del tub.
Les seccions circulars de parets primes sovint presenten una tensió radial petita i negligible, però els models precisos de closques cilíndriques de paret gruixuda requereixen tenir en compte aquestes tensions.

Tensió normal o radial σ_{ny}, axial σ_{a} i tangencial o de cèrcol σ_{t}